# Leptopelis concolor
Leptopelis concolor és una espècie de granota de la família dels hiperòlids que viu a Kenya, Somàlia i Tanzània.